# Pogonarthron semenowi
Pogonarthron semenowi är en skalbaggsart som först beskrevs av Auguste Lameere 1912.  Pogonarthron semenowi ingår i släktet Pogonarthron och familjen långhorningar. Inga underarter finns listade i Catalogue of Life.